# أزمة التجنيد الإلزامي لعام 1944
تُعتبر أزمة التجنيد الإلزامي لعام 1944 (بالإنجليزية: Conscription Crisis of 1944) أزمةً سياسية وعسكرية بعد إدخال التجنيد الإلزامي للذكور في كندا خلال الحرب العالمية الثانية. وقد كانت مماثلة لأزمة التجنيد الإلزامي لعام 1917، لكنها لم تكن ضارة على الصعيد السياسي.

## الخلفية
استاء رئيس الوزراء الكندي ويليام كينج من الطريقة التي أدت بها أزمة التجنيد الإلزامي لعام 1917 إلى تقسيم الحزب الليبرالي بين أعضائه الكنديين الإنجليز والكنديين الفرنسيين. وكان كينج، الذي عانى من هذا الانقسام بشكل شخصي، مصممًا على تجنب وقوع أي انقسام مشابه آخر. في عام 1922، أثناء أزمة تشاناك، عندما كادت بريطانيا أن تبدأ حربًا ضد تركيا أثناء الحرب، كان كينج قد أكَّد أولًا أن كندا لن تخوض الحرب تلقائيًا كجزء من الإمبراطورية البريطانية في حال فعلت بريطانيا ذلك، وقال أيضًا أنه سيتشاور مع البرلمان الكندي أولًا ويعلن الحياد إذا لم يكن مجلس العموم راغبًا في الحرب ضد تركيا. على الرغم من أن هناك عدة أسباب لامتناع كينج عن خوض الحرب مع تركيا، لكن واحدة منها على الأقل كانت كيف أدَّت الحرب العالمية الأولى إلى توتر كبير في الوحدة المحلية الكندية. خلال ثلاثينيات القرن العشرين، عرض ماكنزي كينج ما أسماه المؤرخ الكندي الكولونيل جون إيه. إنكلش «النفوذ الدائم من التجنيد الإلزامي» و«قناعة راسخة إلى حدّ كبير في فعالية الاسترضاء» إذ افترض نشوب حرب عالمية أخرى تكون بمثابة «الكارثة النهائية» التي ليس من الممكن توقع عواقبها. في عام 1935، عارض كينج العقوبات المفروضة على إيطاليا لغزوها إثيوبيا، ثم في عام 1936، صرَّح أن كندا لن تشارك إذا قررت بريطانيا اتخاذ إجراء عسكري ردًا على إعادة تسليح راينلاند، وفي عام 1938، أيَّد كينج بشدة معاهدة ميونيخ باعتبارها الثمن اللازم للسلام. كان كينج قد وضع أولويات الإنفاق الدفاعي في أبريل من عام 1939 والتي من المقرر فيها أن يكون سلاح الجو الملكي الكندي (آر سي إيه إف) الخدمة الإلزامية للمجندين، وأن البحرية الملكية الكندية (أر سي إن) هي الخدمة الثانوية وأن تكون الميليشيا آخرها إذ أنه أراد تجنب خوض حرب على الأرض مرة أخرى، والتي من المرجح أن تسبب خسائر فادحة.
أعلنت كندا الحرب على ألمانيا في 10 سبتمبر من عام 1939، وأرسلت الفرقة الكندية الأولى إلى أوروبا، التي لم يكن لديها فرصة للمشاركة في القتال قبل هزيمة فرنسا في معركة فرنسا على يد ألمانيا. لم يفكر كينج  بالحرب مثلما كتب في مذكراته أنه في حال لم ينتصر هتلر، فمن المؤكد أن ستالين سيفعل إذ كان يعتقد أن ثمَّة حربًا عالمية أخرى على وشك النشوب من شأنها أن تؤدي إلى اضطرابات ثورية في جميع أنحاء العالم، وبأنه كان من الأفضل لو تجنب الطرفان هذه الحرب. ظهرت إشارة على شعور كينج الحقيقي بشأن الحرب في أبريل عام 1943، عندما تم اكتشاف مجزرة كاتين الجماعية للضباط البولنديين الذين ذُبحوا على يد شرطة المفوضية الشعبية للشؤون الداخلية في كاتين وود، ما دفع كينج إلى أن يكتب في مذكراته أن البولنديين هم من تسببوا في اندلاع الحرب عام 1939 عد رفضهم الاستسلام لمطلب هتلر بالسماح له بضمّ مدينة دانزيغ الحرة إلى ألمانيا، وعلى هذا النحو كان البولنديين أنفسهم هم السبب في مجزرة كاتين وكل ما عانوا منه منذ 1939. كتب المؤرخ البريطاني فيكتور روثويل أن ملاحظات كينج «الساخرة» بشأن البولنديين المتسببين في الحرب تعكس استياءه من اضطراره إلى إعلان الحرب على ألمانيا بسبب الضغوط الشعبية على الرغم من ميوله نحو الحياد.
كقائد حرب، سعى كينج إلى تجنب تكرار ما اعتبره أخطاء سلفه من حزب كندا المحافظ، السير روبرت بوردن، في الحرب العالمية الأولى، ما يعني تجنب موقف قد يكون التجنيد الإلزامي فيه ضروريًا، وحاول في البداية الحدّ من مشاركة كندا في الحرب على خطة الكومنولث البريطانية للتدريب الجوي (بي سي إيه تي بي) فقط. وصف كينج خطة التدريب هذه بأنها «مساهمة كندا الأكثر فعالية في المجهود الحربي»، واشتكى بشكل خاص من أن البريطانيين لم يكن عليهم طلب تقسيم أوروبا قبل جمعه بقيادة الجوية البريطانية لأنه لم يكن ليرسل الفرقة الكندية الأولى إلى بريطانيا لو كان بإمكانه الوصول إلى القيادة. مثلما وصفها كينج: «فإن سلاح الجو الملكي الكندي لا يمكن أن يؤدي إلى التجنيد الإلزامي».
خوفًاا من الاضطرابات المدنية والسياسية التي حدثت خلال الحرب العالمية الأولى، فضلًا عن الأمل في هزيمة رئيس الوزراء القومي موريس دوبلسيس في كيبيك الذي دعا إلى إجراء انتخابات مفاجئة في سبتمبر عام 1939 للحصول على تفويض لمعارضة الحرب، تعهّد كينج في سبتمبر عام 1939 بعدم تطبيق التجنيد الإلزامي في الخارج طوال مدة الحرب. تسبّب قرار دوبلسيس بحلّ الجمعية في 25 سبتمبر عام 1939 بالسعي للحصول على تفويض لمعارضة الحرب في حالة من الذعر في أوتاوا وخاصة بعد أن وصفه كينج في مذكراته بأنه «خبيث» و «هتلر الصغير»، معتقدًا أن هدف دوبلسيس كان إثارة مثل هذه الأزمة بين كندا الفرنسية والإنجليزية بحيث تخرج كيبيك من الاتحاد.
خلال الحملة الانتخابية في كيبيك عام 1939، قامت حكومة دومينيون بتدخل غير مسبوق في انتخابات المقاطعات من أجل هزيمة حكومة الاتحاد الوطني وضمان فوز حزب كيبيك الليبرالي المؤيد للحرب تحت قيادة أديلارد جودبوت مع كل موارد حكومة دومينيون المتروكة خلف الليبراليين الإقليميين. هدَّد جميع وزراء حكومة دومينيون في كيبيك الذين يمثلون المديريات في كيبيك بالاستقالة في حال انتخاب دوبلسيس من جديد وبعدم وجود أي أحد للدفاع عن كيبيك في مجلس الوزراء في حال فُتح ملف التجنيد الإلزامي مرة أخرى. تمتع دوبلسيس بشخصية كارزماتية ذكية ودعا إلى الجمع بين المحافظين الكاثوليك وقومية كيبيك الذين كانوا أحد الأقليات السياسية في كيبيك، وهو الرجل الذي يهابه كينج لدرجة أن رئيس الوزراء استخدم في انتخابات عام 1939 سلطات الرقابة بموجب قانون تدابير الحرب لمنع دوبلسيس من التحدث على الإذاعة.
سرعان ما أصبح واضحًا أن إدمان دوبلسيس على الكحول كان خارج نطاق السيطرة، وخاصة بعد أن أقام حملة ضعيفة إذ كان من الواضح أنه كان ثملًا في العديد من التجمعات الانتخابية أثناء إلقاء خطابات ساخرة تندد بالحرب بإلقاء كلمات غامضة ومبهمة. بانتخاب جودبوت رئيسًا للوزراء في 25 أكتوبر عام 1939، كانت هناك خطة في كيبيك على التصويت ضد دوبلسيس والمكافأة على ذلك بالتسريح من التجنيد الإلزامي في الخارج. أيَّد العديد من الكنديين تعهد ماكنزي كينج هذا، حتى بعد أن أصبح من الواضح أن الحرب لن تنتهي بسرعة.
مثلما هو الحال في الحرب العالمية الأولى، انضم الشباب الكنديون الفرنسيون إلى القوات التقليدية الناطقة بالفرنسية من الجيش الكندي، مثل الفوج 22 الملكي، والعديد من أنظمة الميليشيات التي تم حشدها. في قوات المشاة، كانت الحياة في الثكنات ومعظم التدريبات باللغة الفرنسية بينما كانت لغة القيادة والإذاعة فقط باللغة الإنجليزية.
ومع ذلك، في بقية الجيش، لم يتم إنشاء وحدات مماثلة للناطقين بالفرنسية. ومن بين مبررات هذه السياسة هيمنة الإذاعة، وعدم إتاحة التعليم التقني إلا باللغة الإنجليزية. أعيد تنظيم الفوج المدرع 12 (فوج الأنهار الثلاثة) الذي نظمته في الأصل وحدة الميليشيات الفرانكوفونية تحت اسم فوج الأنهار الثلاثة (دبابة)، كوحدة ناطقة باللغة الإنجليزية. وقد انشق العديد من الجنود الناطقين بالفرنسية في هذه العملية. كان من أشهرهم جان فيكتور ألارد، الذي طالب بنقل فوج الأنهار الثلاثة إلى المشاة؛ ثم أصبح قائد لواء في شمال غرب أوروبا ثم في كوريا، وقائد فرقة بريطانية في حلف شمال الأطلسي، وأصبح بعد ذلك رئيسًا لهيئة أركان الدفاع في القوات المسلحة الكندية إذ سَعِد بإنشاء أول فرقة عسكرية ناطقة بالفرنسية.
في حين أن وحدات مثل الفوج 22 الملكي ولي فوسيلييه مونت-رويال وفوج شوديير وفوج ميزونزف كانت جميعها لها سجلات بارزة خلال الحرب العالمية الثانية، فإن البعض يرى أنها لو تركزت في نفس الفرقة (مثلما طلب الكنديون الفرنسيون وحاليًا في القوات المسلحة الكندية) لكانت قد أصبحت مركز افتخار لكندا الفرنسية، إلى جانب تشجيع المجهود الحربي والدعم السياسي في كيبيك. غير أن هذه الوحدات وزعت على مختلف الأقسام الناطقة بالإنجليزية بين قوات الجيش الكندي في الخارج. يشير جاك جراناشتاين في كتابه الجنرالات إلى أن النقص في الضباط المدربين الناطقين بالفرنسية يعني أن أي محاولة لإنشاء فرقة فرانكوفونية كاملة كان من المرجح أن تنتهي بالفشل.
كان قبول الفرق الناطقة بالفرنسية أكبر في كندا منذ بداية الحرب العالمية الثانية بالمقارنة بالأولى. في حين تطلّب إنشاء كتيبة المشاة 22 (الكندية الفرنسية) حشدًا كبيرًا من الكنديين الفرنسيين في عام 1914 مصحوبة بضغوط سياسية للتغلب على اشمئزاز الوزير سام هيوز لهذه الفكرة، وهذا القبول الأكبر للفرق الفرنسية الكندية إلى جانب الاستخدام غير الرسمي للغة ما قلَّل من شراسة مقاومة كيبيك للمجهود الحربي. لم تقتصر معارضة التجنيد الإلزامي على كيبيك فقط. في كولومبيا البريطانية، حيث كان الخوف من «الرعب الأصفر» قضية رئيسية، عارض الكثيرون التجنيد الإلزامي لأن تجنيد الكنديين الصينيين والكنديين اليابانيين سيؤدي إلى المطالبة بمنحهم الحق في التصويت، الفكرة التي عارضها السكان البيض بشدة. ومن منظور آخر، كان لدى العديد من أتباع اليسار السياسي في كندا شكوكًا عميقة بشأن عدالة الحرب والنهج الذي يتبعه اتحاد الكومنولث التعاوني إزاء الحرب الذي وصفوه بأنه «متناقض».